# حمام الشفاء (بغداد)
حمّام الشفاء من حمامات بغداد العامة القديمة ويقع في الجانب الشرقي من بغداد في المنطقة الواقعة بين سوق الهرج وشارع حسان بن ثابت في محلة جديد حسن باشا، وربما يكون هو الحمام الذي كان معروفاً سابقاً باسم (حمام الحاج رسول أفندي ).وكان من أصغر حمامات بغداد وقد هدم.